# Artabotrys le-testui
Artabotrys le-testui är en kirimojaväxtart som beskrevs av François Pellegrin. Artabotrys le-testui ingår i släktet Artabotrys och familjen kirimojaväxter. Inga underarter finns listade i Catalogue of Life.